# Шахсінов Андрій Анатолійович
Андрій Анатолійович Шахсінов (14 листопада 1983, м. Дрогобич — 29 травня 2022, поблизу н.п. Білогорівка (Сєвєродонецького р-ну, Луганської області) — український військовослужбовець, молодший сержант 80 ОДШБр Збройних сил України, учасник російсько-української війни. Кавалер ордена «За мужність» III ступеня (2023, посмертно).

## Життєпис
Андрій Шахсінов народився і проживав у місті Дрогобич Львівської області. Закінчив Дрогобицьку загальноосвітню школу № 16 та Дрогобицький коледж нафти і газу.
У 2014 році добровільно пішов на фронт.
Брав участь в АТО/ООС у складі 12 ОБрАА та 130 ОРБ
У перші дні повномасштабного російського вторгнення в Україну повернувся з закордону та вступив до лав 80-ї окремої десантно-штурмової бригади. У травні 2022 року особисто підбив танк російських окупантів на Сіверськодонецькому напрямку. Загинув 29 травня 2022 року від осколкового поранення поблизу населеного пункту Білогорівка, Сєвєродонецького району, Луганської області.
Похований 2 червня 2022 року в Дрогобичі на Львівщині.
Залишилася мати та брат.

## Нагороди
- орден «За мужність» III ступеня (18 липня 2023, посмертно) — за особисту мужність, виявлену у захисті державного суверенітету та територіальної цілісності України, самовіддане виконання військового обов'язку[3].

## Вшанування пам'яті
У січні 2023 депутати Дрогобицької міської ради прийняли рішення встановити на фасаді Дрогобицького ліцею № 16 імені Юрія Дрогобича меморіальну таблицю Андрію Шахсінову. Встановлення пам'ятної дошки відбулося 31 жовтня 2023 року.